# Jeu sans issue
Pour plus de détails, voir Fiche technique et Distribution.
Jeu sans Issue (One Way Out) est un film américain réalisé par Allan A. Goldstein, sorti en 2002.

## Synopsis
Harry Woltz est un policier dont les problèmes de jeu lui nuisent : Un jour, il contracte une grosse dette auprès de deux mafiosi qui l'épargnent mais l'obligent à commettre en échange le crime parfait.

## Fiche technique
- Titre original : One Way Out
- Titre français : Jeu sans issue
- Titre québécois : À sens unique
- Réalisation : Allan A. Goldstein
- Scénario : John Salvati
- Musique :
- Production :
- Pays d'origine :  États-Unis
- Langue originale : anglais
- Format : couleur - 1,85:1 - son Dolby
- Genre : Thriller
- Durée : 94 minutes
- Dates de sortie : 
  -  États-Unis : 14 juillet 2002

## Distribution
- James Belushi (VF : Marc Alfos) : Harry Woltz
- Jason Bateman (VF : Stéphane Marais) : John Farrow
- Angela Featherstone (VF : Michèle Buzynski) : Gwen Buckley
- Guylaine St-Onge (VF : Véronique Augereau) : Evans Farrow
- Jack Langedijk (VF : Gilles Guillot) : Corelli
- Romano Orzari : Carlos La Barra
- Danny Wells : le commandant Patrick Bratton
- Larry Day (VF : Gabriel Le Doze) : Jess
- Angelo Tsarouchas (VF : Éric Etcheverry) : Mickey Russell
- Mike Tsar (VF : Emmanuel Karsen) : Ben Russell

 Source et légende : version française (VF) sur RS Doublage et selon le carton du doublage français sur le DVD zone 2.